# Medismo

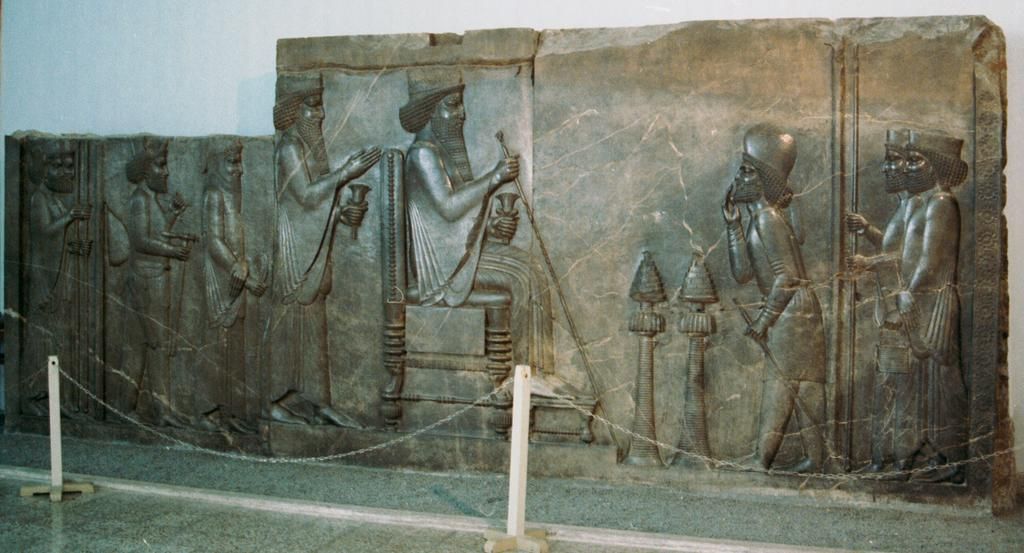
Proskynesis: los cortesanos se postraban ante el Gran Rey. Los «medizantes» debían postrarse, arrodillarse, arquearse o lanzar un beso hacia él.

El término medismo (en griego μηδισμός) se empleaba en la Antigua Grecia para referirse a la actitud de los griegos favorables a los persas o dispuestos a aceptar su supremacía. En muchas ciudades griegas era considerado un crimen. El etnónimo medo era utilizado a menudo por los griegos para mencionar a los persas, aunque en sentido estricto, designaba a la tribu irania de los medos.

## Pausanias, el medista
En el invierno del 478-477 a. C., el general espartiata Pausanias, hegemón de la Liga Panhelénica  en la batalla de Platea, fue acusado y enjuiciado, entre otros cargos, principalmente de simpatizar con los medos. Los lacedemonios, en el curso de las investigaciones, enviaron embajadores a Atenas reclamando a los atenienses que castigaran a Temístocles por medismo. Los atenienses hicieron caso a la delegación lacedemonia y lo imputaron. En años anteriores, el estratego ateniense, que estaba condenado al ostracismo y que vivía en Argos, fue prevenido y huyó por el Peloponeso hasta la isla de Corcira, donde ostentaba el título de benefactor (euergétēs). Los corcireos temiendo asilarle para no incurrir en la enemistad de los espartanos y los atenienses, le trasladaron a la costa jónica en frente de su isla. Iniciada su persecución, pidió refugio a Admeto, el rey de los molosos, con el que existía enemistad, según Plutarco, en relación con el papel decisivo del general ateniense en la negativa de ayuda y alianza de Atenas a Admeto. Se presentó como suplicante ante la mujer del rey, pues Admeto estaba ausente. Cuando llegó el rey, Temístocles le explicó quién era, por qué huía, le pidió disculpas por la petición que desentendieron los atenienses a instancia suya, y que no tomara venganza sobre él entregándolo a sus perseguidores. Admeto atendió su súplica y le salvó enviándolo por tierra hasta el golfo Termaico, a Pidna. Desde allí embarcó hacia Jonia, y después de varias vicisitudes llegó a la corte persa de Artajerjes I, a quien había escrito previamente solicitando refugio. Allí acabó sus días debido a una enfermedad, o según otros se suicidó con veneno.